# Danziger Straße
Die Danziger Straße ist eine Hauptverkehrsstraße im Berliner Bezirk Pankow. Sie liegt im Nordosten der Innenstadt im Ortsteil Prenzlauer Berg und ist Teil des Innenstadtringes. Die Danziger Straße beginnt nördlich an der Kreuzung mit der Schönhauser Allee und endet südlich an der Ecke Landsberger Allee. Sie verläuft parallel zu den anderen Ringstrukturen des Berliner Stadtbildes, rund 1,5 Kilometer außerhalb der früheren Zollmauer (der heutigen Torstraße) und etwa 500 Meter innerhalb der Ringbahn. Sie ist Teil der Bundesstraße B 96a.

## Verlauf und Verkehr
In ihrem Verlauf kreuzt die Danziger Straße mehrere wichtige Ein- und Ausfallstraßen, das sind vor allem die Prenzlauer Allee und die Greifswalder Straße. Andere wichtige Querstraßen sind Pappelallee, Lychener Straße, Knaackstraße, Schliemannstraße, Dunckerstraße, Kollwitzstraße, Winsstraße, Bötzowstraße und Kniprodestraße. Westlich der Danziger Straße schließen sich die Eberswalder Straße und dann die Bernauer Straße an, die den nördlichen Innenstadtring bilden. Südlich bilden die Petersburger Straße, die Warschauer Straße in Friedrichshain und die Skalitzer Straße in Kreuzberg die Verlängerung der Danziger Straße.
Zwischen Kniprodestraße und Landsberger Allee liegt auf der südlichen Straßenseite der Volkspark Friedrichshain, zwischen Prenzlauer Allee und Greifswalder Straße auf der nördlichen der Ernst-Thälmann-Park. An der Kreuzung zur Landsberger Allee steht seit 1981 das Sport- und Erholungszentrum.
Die Danziger Straße besteht in beiden Richtungen aus drei Fahrspuren und einer Parkspur. Bis auf den etwa 150 m langen Abschnitt zwischen Schönhauser Allee und Lychener Straße am Beginn der Straße liegen die Straßenbahngleise auf einem begrünten Mittelstreifen. Vom Nordbahnhof an der Bernauer Straße in Mitte bis zum Bahnhof Warschauer Straße wird der Innenstadtring und damit auch der gesamte Verlauf der Danziger Straße von der Straßenbahnlinie M10 durchfahren, die als eine der wichtigsten Tramlinien der Stadt im 24-Stunden-Betrieb verkehrt.
Für Radfahrer gibt es nur in manchen Straßenabschnitten gesonderte Fahrradwege mit eigenen Ampeln. Nach Plänen des rot-rot-grünen Senats wurde im Jahr 2019 auf dem Abschnitt zwischen der Prenzlauer Allee und der Landsberger Allee ein Radweg eingerichtet. Es wurde außerdem geprüft, wie sich Ampelschaltungen für Fahrradfahrer verbessern lassen können. Als Basis dienten Erfahrungen an der großen Straßenkreuzung Danziger Straße/Schönhauser Allee.

## Geschichte
Die Straße entstand 1822 zunächst als Feldweg. Er sollte die seit dem Mittelalter bestehenden Landstraßen, die heutigen großen Ausfallstraßen, untereinander verbinden und hieß deshalb Communication (Verbindung).
Die Bebauung des Gebiets erfolgte weitgehend nach den Vorgaben des 1862 in Kraft getretenen Hobrecht-Plans. Die systematische Bebauung begann ab etwa 1890. Im Jahr 1874 erhielt der westliche Abschnitt dieses Weges, heute der Bereich zwischen Schönhauser Allee und Greifswalder Straße, den Namen Danziger Straße nach der Stadt Danzig. Der südöstlich folgende Teil zwischen Greifswalder Straße und Landsberger Allee erhielt den Namen Elbinger Straße nach der Stadt Elbing.
Im Anschluss an die in diesem Bereich schon 1867 fertiggestellte Ringbahn wurde auf einem 20 Hektar großen Gelände zwischen Ringbahn und Danziger Straße die IV. Gasanstalt der Stadt errichtet. Der erste Gasbehälter war 1874 fertiggestellt, bis 1900 folgten fünf weitere.
Die im Verlauf der Schönhauser Allee 1913 eröffnete Hochbahn erhielt an der Kreuzung mit der Danziger Straße den Bahnhof Danziger Straße.

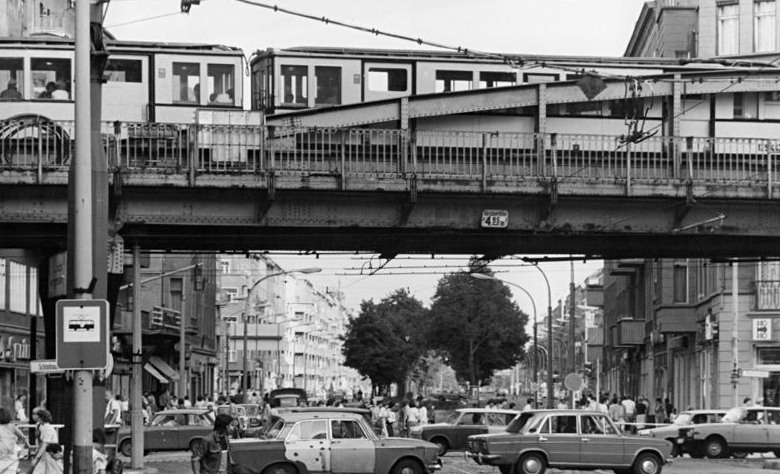
Schönhauser Allee Ecke Dimitroffstraße, 1980

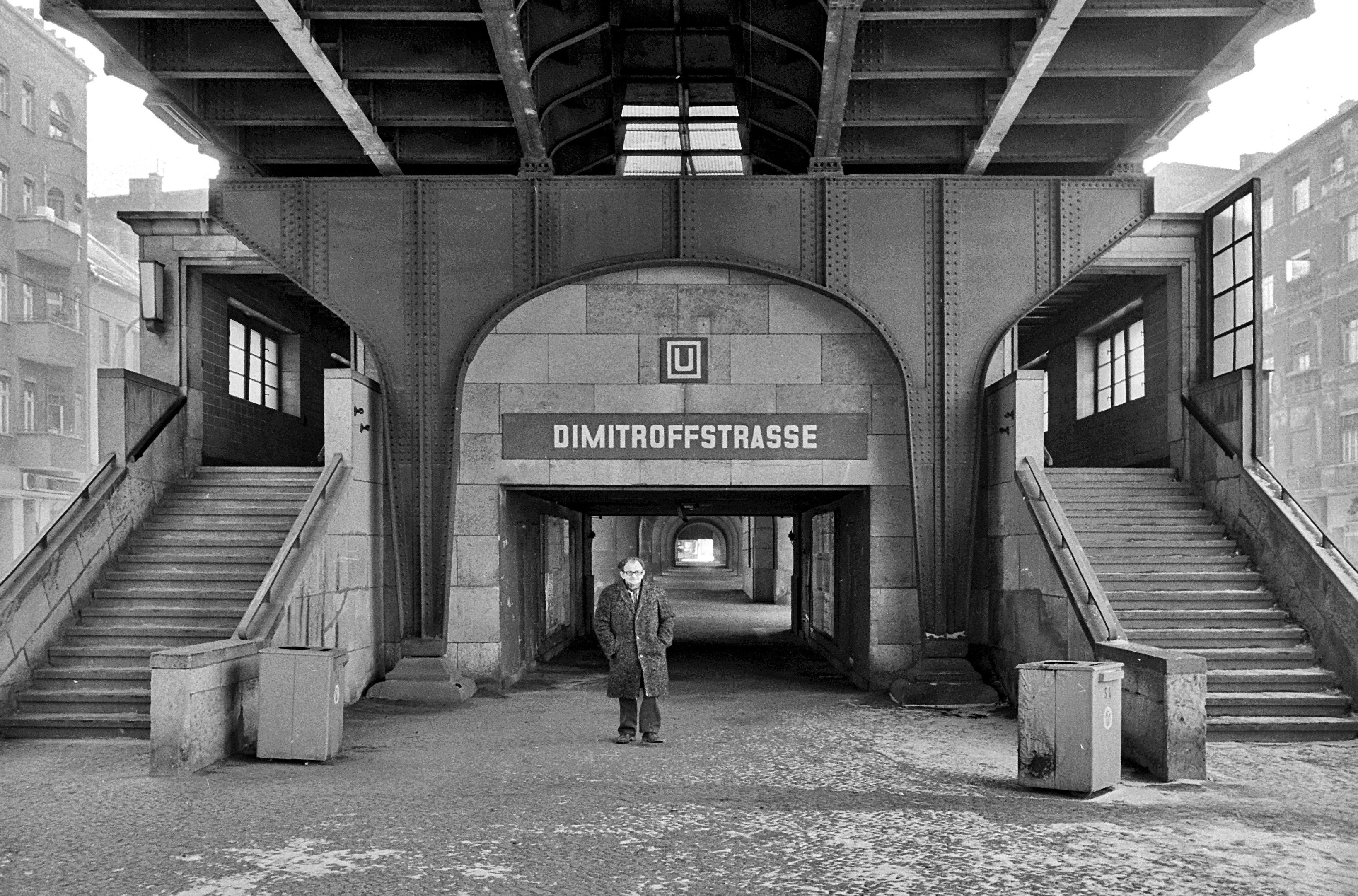
Eingang Nord zum U-Bahnhof Dimitroffstraße, 1985

Am 27. Februar 1950 wurde der Straßenzug aus Danziger und Elbinger Straße nach dem bulgarischen Kommunisten-Führer Georgi Dimitroff in Dimitroffstraße umbenannt. Auch der Hochbahnhof in der Schönhauser Allee erhielt diesen Namen.

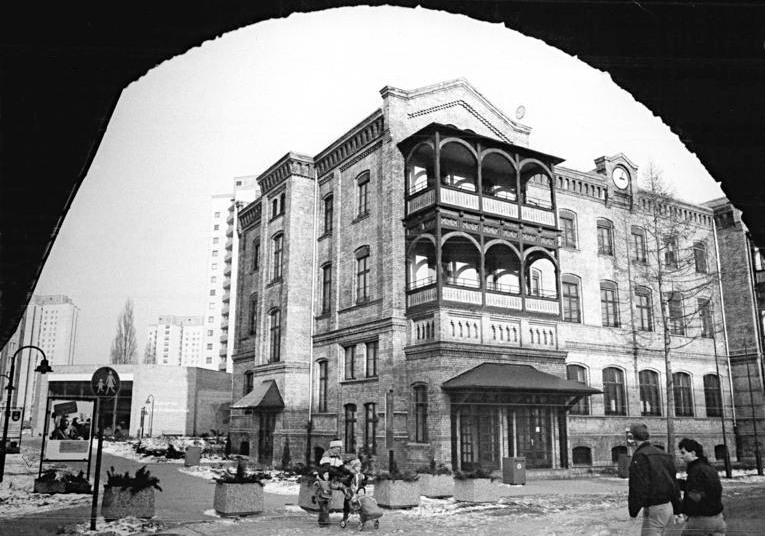
Historische Verwaltungs- bzw. Fabrikgebäude des ehemaligen Gaswerks an der Dimitroffstraße, 1987

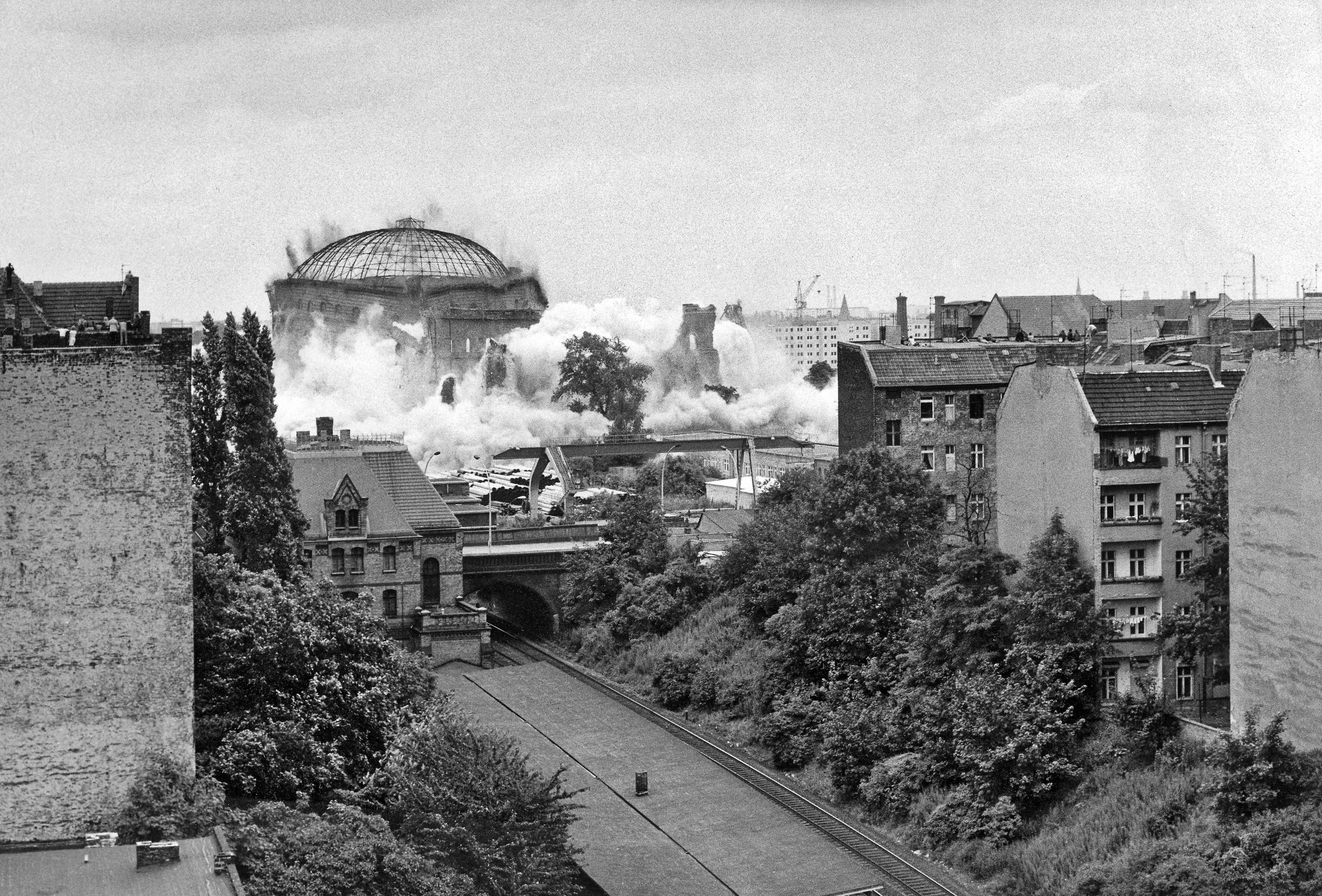
Sprengung der Gasspeicher am 28. Juli 1984

Die nun als Gaswerk Dimitroffstraße bezeichnete Gasanstalt wurde 1984 stillgelegt und ihre Gasspeicher gesprengt. Engagierte Denkmalschützer protestierten gegen den Abriss, konnten ihn aber nicht verhindern. Auf dem frei gewordenen Gelände entstand bis zur 750-Jahr-Feier Berlins im Jahr 1987 der Ernst-Thälmann-Park, einschließlich des Zeiss-Großplanetariums, einer großen Gedenkstätte für den ehemaligen Vorsitzenden der KPD, Ernst Thälmann sowie mehrerer Wohnhochhäuser. Einige historische Gebäude des Werkes blieben erhalten und stehen unter Denkmalschutz. Ein moderner Flachbau zur kulturellen Nutzung, die Wabe, kam als Neubau auf dem Gelände hinzu. Die gesamte neue Park- und Wohnanlage, die Wohnungen für 4000 Berliner bereitstellte, wurde am 15. Juli 1986 mit einer großen Feier eingeweiht.
Nach der politischen Wende in der DDR und der deutschen Wiedervereinigung Berlins stellte sich die Frage nach einer Rückbenennung der Straße. Die Bezirksverordnetenversammlung von Prenzlauer Berg lehnte eine Rückbenennung von Straßen ab. Die Verkehrsbetriebe änderten die Bezeichnung des Hochbahnhofs zum 3. Oktober 1990 nach der gegenüberliegenden Eberswalder Straße. Dies war Teil einer Umbenennungsaktion, die zahlreiche U-Bahnhöfe im ehemaligen Ost-Berlin betraf.
Zum 1. November 1995 setzte sich der Berliner Bausenator Herwig Haase über das gegenteilige Votum der Bezirksverordnetenversammlung und den Widerstand der Anwohner hinweg und ließ den gesamten Straßenzug in Danziger Straße umbenennen. Dies betraf auch den südöstlichen Straßenabschnitt, der bis 1950 Elbinger Straße hieß. Der Hochbahnhof behielt jedoch seinen vier Jahre zuvor erhaltenen „Behelfsnamen“ und heißt bis heute Eberswalder Straße.
Gedenktafel

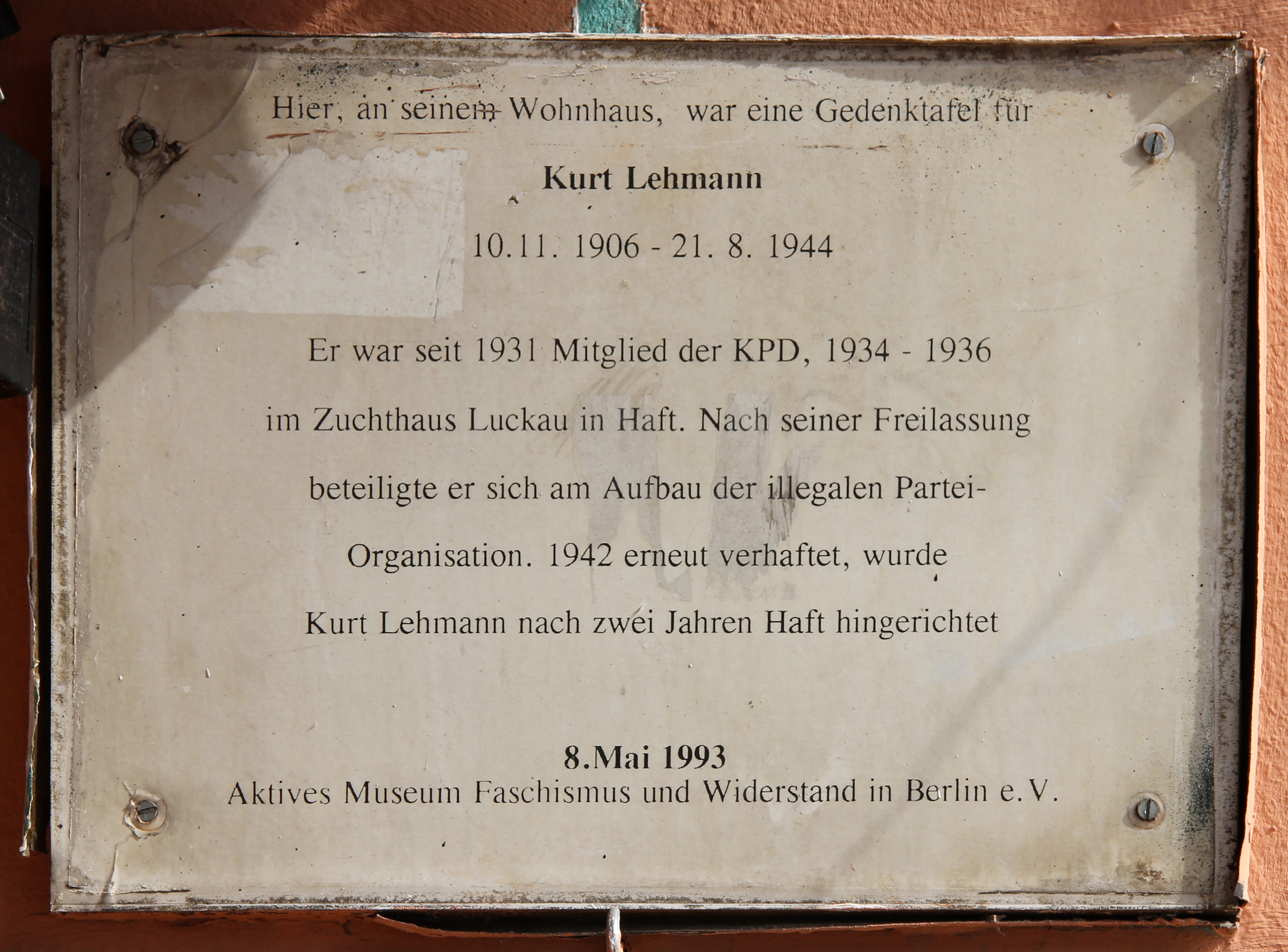
Gedenktafel am Haus Danziger Straße 29

Des deutschen Widerstandskämpfers Kurt Lehmann (1906–1944) aus der Gruppe um Robert Uhrig wird an dessen Wohnhaus in der Danziger Straße 29 mit einer Gedenktafel gedacht. Eine aus dem Jahr 1975 stammende Tafel wurde von Unbekannten entfernt. Am 8. Mai 1993 wurde die heutige Ersatztafel mit folgender Inschrift angebracht:

„Hier, an seinem Wohnhaus, war eine Gedenktafel für
Kurt Lehmann
10.11.1906–21.8.1944
Er war seit 1931 Mitglied der KPD, 1934–1936
im Zuchthaus Luckau in Haft. Nach seiner Freilassung
beteiligte er sich am Aufbau der illegalen Partei-
Organisation. 1942 erneut verhaftet, wurde
Kurt Lehmann nach zwei Jahren Haft hingerichtet.“

## Baudenkmale und Sehenswürdigkeiten

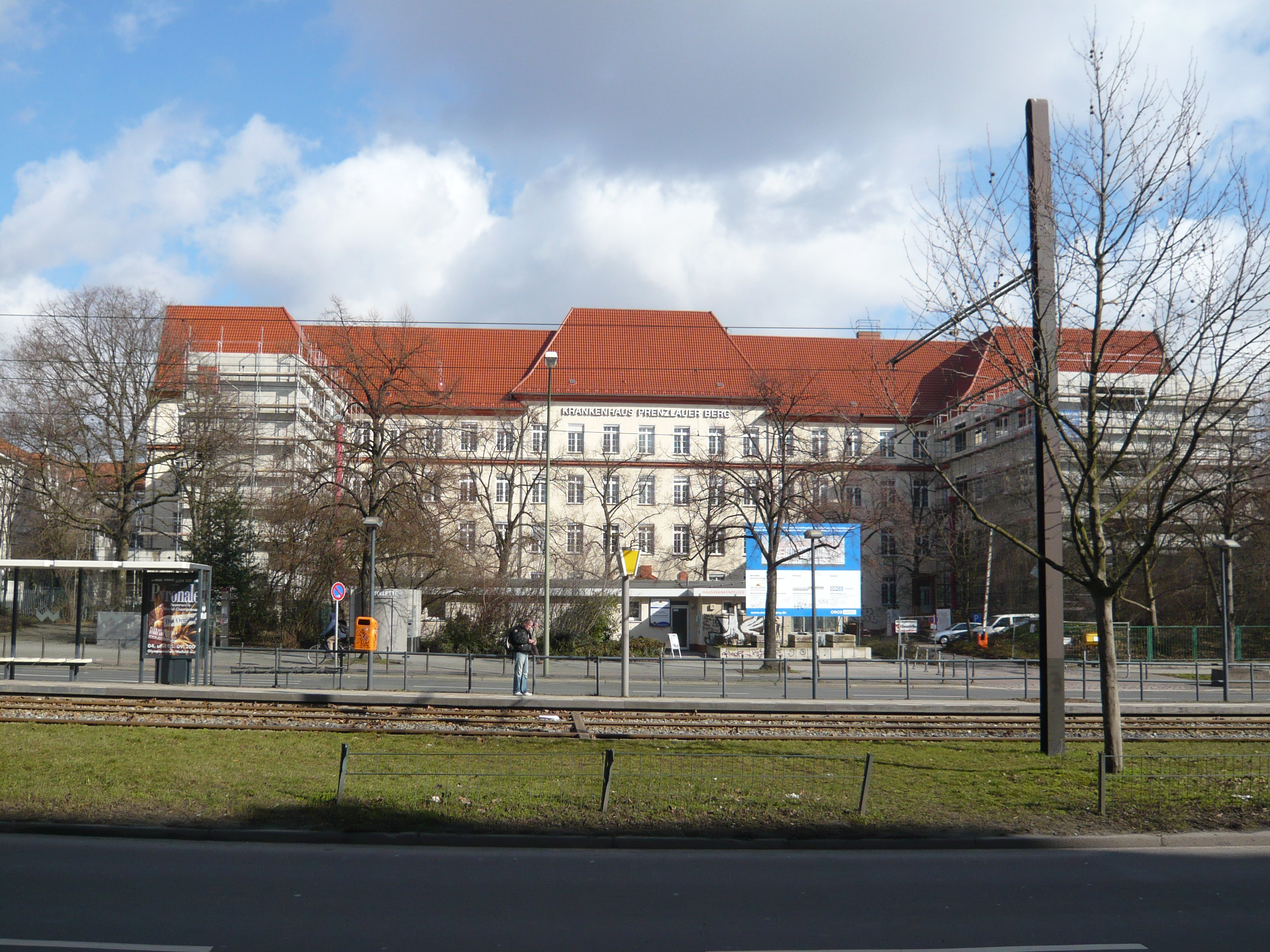
Krankenhaus Prenzlauer Berg

- Teile eines Bauensembles aus Mietshäusern, Gewerbe- und Sozialbauten im Kreuzungsbereich Schönhauser Allee / Kastanienallee / Pappelallee / Danziger Straße,[7]
- ein saniertes Eckhaus an der Schliemannstraße, bei dem eine mit alten Stuckelementen verzierte und eine modern gestaltete Fassade auffallen, diagonal durch die Farben weiß/rot abgesetzt,Historisches Schulgebäude
Danziger Straße 50

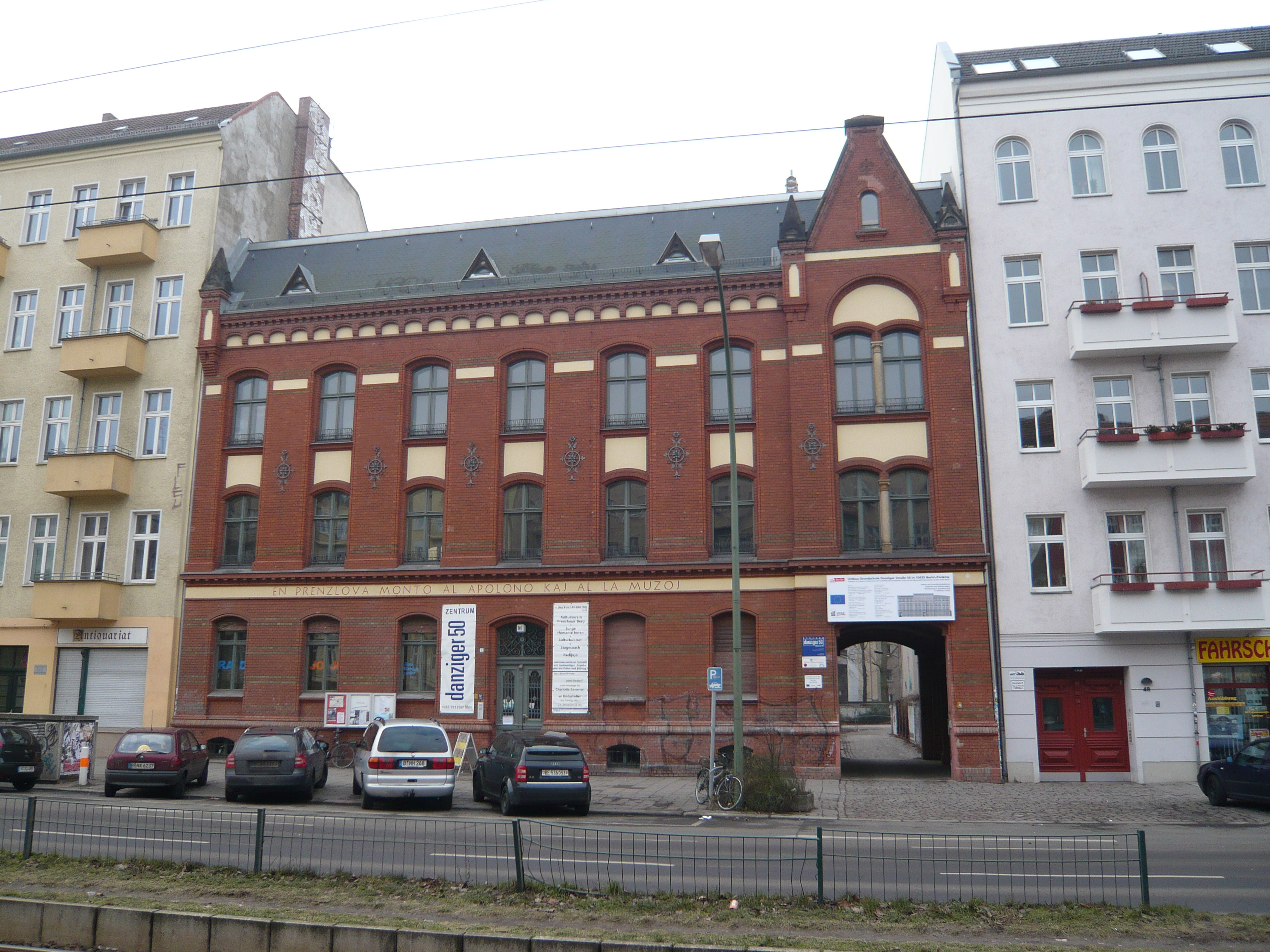
Historisches Schulgebäude
Danziger Straße 50

- Doppel-Schulgebäude mit einem ehemaligen Rektorenwohnhaus in der Danziger Straße 50 Ecke Dunckerstraße 64, 1893/1894 als 162. und 197. Gemeindeschule für Knaben errichtet, roter Klinkerverblendbau mit grün glasierten Schmuckziegeln, Baumeister Hermann Blankenstein und Vinzent Dylewski;[8] nach 1990 als Zentrum danziger 50 bezeichnet und genutzt durch eine Vielzahl kleiner Kultur- und Bildungseinrichtungen. Im November 2008 begann eine Grundinstandsetzung und ein Umbau. Die Arbeiten wurden aus Mitteln der Europäischen Union und des Landes Berlin gefördert,[9]
- Wohnhaus Danziger Straße 57 Ecke Senefelderstraße, um 1895 nach Plänen von Eugen Reethen erbaut, fünfgeschossiger Klinkerverblendbau mit reich geschmückter Fassade im Neorenaissance-Stil, Eckerker und aufgesetztes sechseckiges Ecktürmchen,[10]
- eine Freiplastik für die Opfer des antifaschistischen Widerstandskampfes, 1979 von Werner Richter auf der Fläche vor dem Planetarium, Danziger Straße/Diesterwegstraße aufgestellt,[11]Evangelische Adventkirche in der Danziger Straße

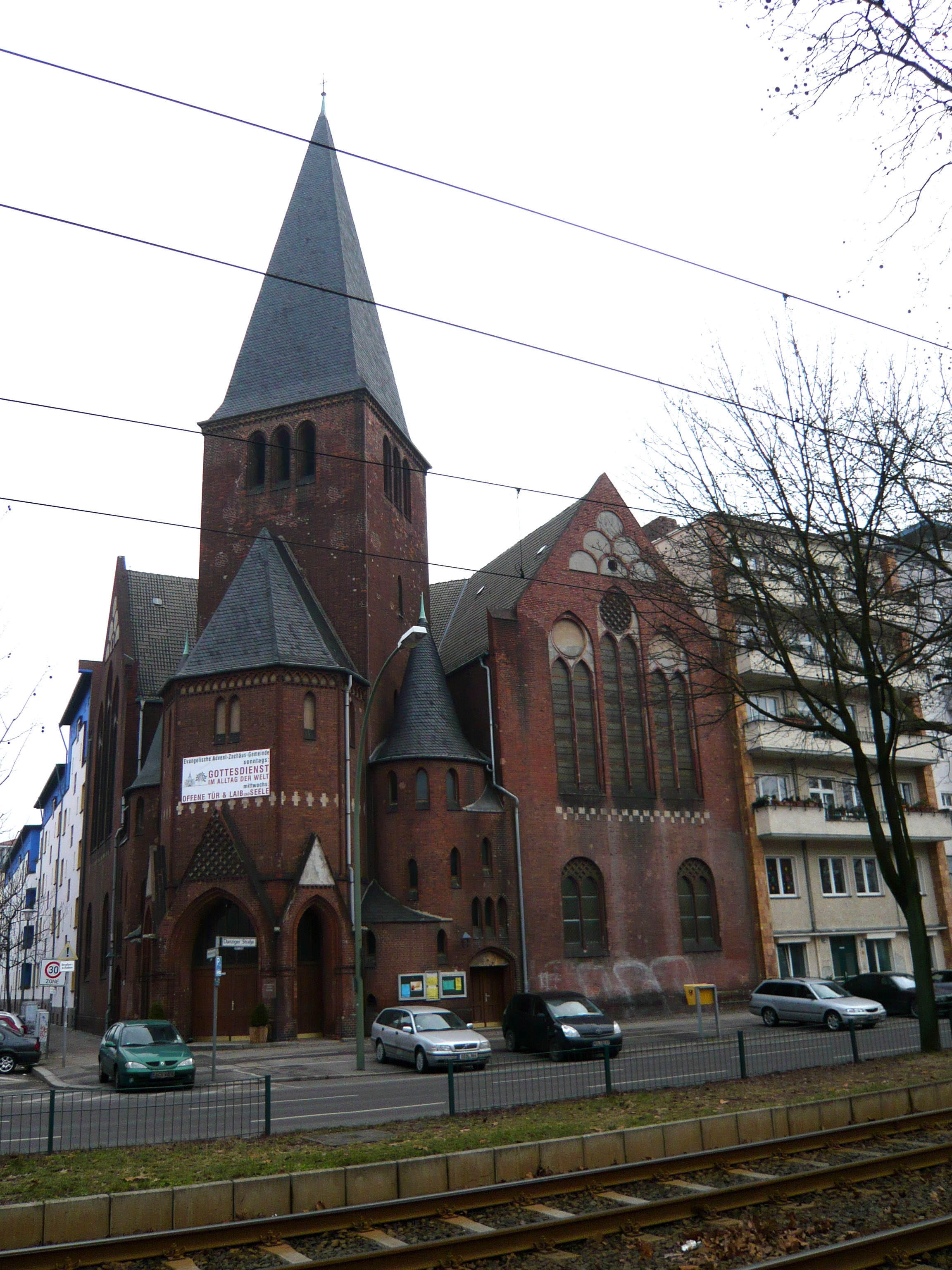
Evangelische Adventkirche in der Danziger Straße

- Ernst-Thälmann-Park, innerstädtische Parkanlage, zwischen Greifswalder Straße und Danziger Straße,
- Arnswalder Platz zwischen Greifswalder und Kniprodestraße auf der südlichen Seite,[12]
- Danziger Straße 101–105, 111, ehemaliges Gaswerk, 1872–1874 (Verwaltungsgebäude), 1901 (Gasmesserhaus II), 1902 (Magazin), 1906 (Regulierhaus), 1913 (Pförtnerhaus und Umfassungsmauer); als Kulturhaus Prenzlauer Berg erhalten mit dem Theater unterm Dach, im früheren Verwaltungsgebäude,[13]
- Adventkirche in der Danziger Straße 201 / Ecke Heinz-Bartsch-Straße 1, gegenüber dem Volkspark Friedrichshain; von den Architekten Georg Dinklage, Ernst Paulus und Olaf Lilloe, 1910/1911,[14]
- der Volkspark Friedrichshain.[15]
- An der Ecke zur Prenzlauer Allee steht die 1967/1968 von Stephan Horota geschaffene Plastik Kinder unterm Regenschirm.